# Zlatko Kranjčar
Zlatko "Cico" Kranjčar (ur. 15 listopada 1956 w Zagrzebiu, zm. 1 marca 2021 tamże) – chorwacki piłkarz i trener piłkarski. Był jednym z najskuteczniejszych napastników lat 80., w oficjalnych rozgrywkach strzelił ponad 200 bramek. Grał m.in. w Dinamie Zagrzeb i Rapidzie Wiedeń, z którymi zdobywał tytuły mistrza i Puchary Jugosławii i Austrii. Po zakończeniu kariery piłkarskiej został szkoleniowcem. Dwa kluby z Zagrzebia – Dinamo (dwukrotnie) oraz NK – doprowadził do zwycięstwa w ligowych rozgrywkach. Od lipca 2004 do lipca 2006 roku był selekcjonerem reprezentacji Chorwacji, z którą startował w mistrzostwach świata 2006.

## Sukcesy piłkarskie
- mistrzostwo Jugosławii 1982 oraz Puchar Jugosławii 1980 i 1983 z Dinamo Zagrzeb
- mistrzostwo Austrii 1987 i 1988, Puchar Austrii 1984, 1985 i 1987, Superpuchar Austrii 1986, 1987 i 1988 oraz finał Pucharu Zdobywców Pucharu 1984-85 z Rapidem Wiedeń

W lidze jugosłowiańskiej rozegrał 556 meczów i strzelił 98 goli.
W lidze austriackiej rozegrał 266 meczów i strzelił 130 goli.
W reprezentacji Jugosławii od 1977 do 1983 roku rozegrał 11 meczów i strzelił 3 gole.
W reprezentacji Chorwacji w 1990 roku rozegrał 2 mecze i strzelił 1 gola.

## Sukcesy szkoleniowe
- mistrzostwo Chorwacji 1996 i 1998 oraz Puchar Chorwacji 1996 i 1998 z Dinamem Zagrzeb
- mistrzostwo Chorwacji 2002 z NK Zagrzeb
- awans do Mundialu 2006 i start w tym turnieju (runda grupowa) z reprezentacją Chorwacji